# Sekobollia
Sekobollia is een geslacht van uitgestorven kreeftachtigen uit de klasse van de Ostracoda (mosselkreeftjes).

## Soort
- Sekobollia bahlburgi Schallreuter, 1991 †